# Mezinárodní letiště Š’-ťia-čuang Čeng-ting
Mezinárodní letiště Š’-ťia-čuang Čeng-ting (čínsky v českém přepisu Š’-ťia-čuang Čeng-ting kuo-ťi ťi-čchang, pchin-jinem Shíjiāzhuāng Zhèngdìng Guójì Jīchǎng, znaky zjednodušené 石家庄正定国际机场, tradiční 石家莊正定國際機場, IATA: SJW , ICAO: ZBSJ) je mezinárodní letiště u Š’-ťia-čuangu, hlavního města provincie Che-pej v Čínské lidové republice.
Letiště leží ve vzdálenosti přibližně třiceti kilometrů severovýchodně od centra Š’-ťia-čuangu. Zhruba ve vzdálenosti tří kilometrů na jihovýchod obchází letiště vysokorychlostní trať Peking – Hongkong, na které je stanice Letiště Čeng-ting. Cesta vlakem z této stanice do centra Š’-ťia-čuangu trvá přibližně čtvrt hodiny. Aby podpořila využívání letiště, rozhodla se místní správa poskytovat cestujícím z letiště zdarma jízdenky na vlak a to až do tak vzdálených stanic jako je Pekingské západní nádraží.